# Helmsgrün (Bad Lobenstein)
Helmsgrün ist ein Ortsteil der Stadt Bad Lobenstein im Saale-Orla-Kreis in Thüringen.

## Geografie und Geologie
Der Ort liegt nahe der Bundesstraße 90 von Bad Lobenstein nach Wurzbach führend im Südostthüringer Schiefergebirge auf einer Hochfläche, die nur in Richtung Heinersdorf nicht von Wald eingefasst ist. Diese Böden sind mit einem hohen Feinerdeanteil und hohen Humusgehalt versehen und  sind besonders unter den vorherrschenden Klimabedingungen ertragreich und futterwüchsig.
Mit der Linie 610 des Verkehrsunternehmens KomBus hat Helmsgrün Anschluss an die Kernstadt Bad Lobenstein und von da aus an die Städte Schleiz, Naila (Linie 620) und Ziegenrück (Linie 620).

## Nachbarorte
Nachbarorte sind südlich Heinersdorf, westlich die Stadt Wurzbach, nördlich Oberlemnitz und östlich die Stadt Bad Lobenstein.

## Geschichte
Das Dorf Helmsgrün wurde 1500 urkundlich erstmals erwähnt.
Von jeher bewirtschaften Bauern die Gemarkung vom Ort und waren stets auch waldwirtschaftlich tätig. Nach der Wiedervereinigung übernahm ein Wiedereinrichter einen Großteil der Flächen. Die anderen Bauern schlossen sich der Agrarvereinigung in Neundorf an.
Helmsgrün liegt ca. 660 m über den Meeresspiegel.

## Sohn des Ortes
- Oswin Volkamer (1930–2016), Grafiker